# Japans Formule 4-kampioenschap
Het Japanse Formule 4-kampioenschap (Japans: ＦＩＡ－フォーミュラ４ 地方選手権,  FIA F4 Chihou Senshuken) is het nationale Formule 4-kampioenschap van Japan, opgericht in 2015.
De Formule 4 is opgericht door de FIA in maart 2013 voor jonge coureurs die vanuit het karting willen overstappen naar formulewagens, maar andere klassen zoals de Formule Renault 2.0 en de Formule 3 niet kunnen betalen. Het Japanse kampioenschap was een van de eerste kampioenschappen die werd aangekondigd op 16 december 2014. Het kampioenschap wordt georganiseerd door de GT–Association, dat ook de Super GT organiseert.

## Auto
De auto's worden geleverd door Dome, terwijl TOM'S-Toyota de motoren levert.
- Chassis: Koolstofvezel, monocoque.
- Motor: TOM'S-Toyota, inline 4, 2000cc turbo, 160 pk.
- Banden: Dunlop.
- Transmissie: Toda Racing, zes versnellingen.

## Resultaten
| Seizoen | Kampioen         | Tweede          | Derde           |
| ------- | ---------------- | --------------- | --------------- |
| 2024    | Yuto Nomura      | Ryota Horachi   | Kotaro Shimbara |
| 2023    | Rikuto Kobayashi | Jin Nakamura    | Yusuke Mitsui   |
| 2022    | Syun Koide       | Yusuke Mitsui   | Rin Arakawa     |
| 2021    | Seita Nonaka     | Rin Arakawa     | Iori Kimura     |
| 2020    | Hibiki Taira     | Reiji Hiraki    | Seita Nonaka    |
| 2019    | Ren Sato         | Atsushi Miyake  | Kohta Kawaai    |
| 2018    | Yuki Tsunoda     | Teppei Natori   | Kazuto Kotaka   |
| 2017    | Ritomo Miyata    | Ukyo Sasahara   | Yuki Tsunoda    |
| 2016    | Ritomo Miyata    | Sena Sakaguchi  | Toshiki Oyu     |
| 2015    | Sho Tsuboi       | Tadasuke Makino | Hiroki Otsu     |